# Martin Busse (Jurist)
Martin Busse (* 31. Mai 1906 in Bleicherode; † 16. Februar 1945 bei Goch) war ein deutscher Rechtswissenschaftler und Hochschullehrer.

## Leben
Nach dem Studium der Rechtswissenschaften und dem Ersten Juristischen Staatsexamen an der Universität Göttingen promovierte Busse dort unter Betreuung von Julius Binder 1931 zum Dr. iur. Ab 1935 arbeitete er Dozent an der Universität Kiel. Dort vollendete er im Februar 1937 seine Habilitation und erhielt die Venia legendi für die Fächer Bauernrecht, Wirtschaftsrecht und Bürgerliches Recht. Anschließend wirkte er als außerordentlicher Professor an der Universität Kiel, 1940 wurde er auf einen ordentlichen Lehrstuhl für Bürgerliches Recht, Bauernrecht und Wirtschaftsrecht in Kiel berufen. Während seiner Zeit in Kiel war Busse zeitweilig Stabsleiter des Reichsbauernführers. 1941 wechselte er auf einen ordentlichen Lehrstuhl an die Universität Göttingen. Am 16. Februar 1945 fiel er bei Kämpfen bei Goch in der Rheinprovinz.

## Werke (Auswahl)
- Hegels Phänomenologie des Geistes und der Staat: Ein Beitrag zur Auslegung der Phänomenologie und Rechtsphilosophie uun zur Geschichte der Entwicklung des Hegelschen Systems. Junker & Dünnhaupt, Berlin 1931 (Dissertation).
- mit Julius Binder und Karl Larenz: Einführung in Hegels Rechtsphilosophie. Junker & Dünnhaupt, Berlin 1931.
- Der Erbhof im Aufbau der Volksordnung: Ein Beispiel für das Verhältnis von Gesamtordnung und besonderer Ordnung. Reichsnährstand Verlagsgesellschaft, Berlin 1936 (Habilitationsschrift).
- Wirtschaftspolitische Praxis und Rechtsbildung. Kohlhammer, Stuttgart 1941.